# Mike Beuttler
Michael "Mike" Beuttler, född 13 april 1940 i Kairo i Egypten, död 29 december 1988 i San Francisco i USA, var en brittisk racerförare.

## Racingkarriär
Beuttler tävlade med framgång i formel 3 i slutet av 1960-talet och fortsatte sedan till formel 2. Han debuterade i formel 1 säsongen 1971 i en hyrd March som sponsrades av en grupp förmögna börsmäklarvänner. Han körde sammanlagt tre säsonger och kom som bäst sjua i Spanien 1973. Beuttler lade därefter av med racing och flyttade till USA, där han dog av Aids 1988.

## F1-karriär
| Säsong | Stall/Tillverkare                               | Poäng | Placering |
| ------ | ----------------------------------------------- | ----- | --------- |
| 1971   | Clarke-Mordaunt-Guthrie (March-Ford) March-Ford | 0     | –         |
| 1972   | Clarke-Mordaunt-Guthrie (March-Ford)            | 0     | –         |
| 1973   | Clarke-Mordaunt-Guthrie (March-Ford)            | 0     | –         |